# Премія імені братів Євгена та Юрія Августина Шерегіїв
Пре́мія і́мені браті́в Євге́на та Ю́рій—Августи́на Шерегі́їв — щорічна обласна театральна премія Закарпаття.

## Історія заснування премії
Премія імені братів Євгена та Юрій — Августина Шерегіїв була започаткована Закарпатською обласною державною адміністрацію та Закарпатською обласною радою у 1995 для вшанування професійних митців театру.

## Положення про премію
Премія братів Шерегіїв присуджується один раз на рік професійним митцям в театральній і театрознавчій діяльності:
- Режисерсько-постановочна група (режисер, художник, композитор, балетмейстер)за високохудожню постановку драматургічного твору, його актуальність, вплив на формування національної самосвідомості, широке громадське визнання і високопрофесійний фаховий рівень;
- «Найкраща чоловіча роль»
- «Найкраща жіноча роль»
- «Найкраща роль у виставах для дітей».
- «Критик, театрознавець»за написані театрознавчі праці або серії статей, в яких ґрунтовно аналізується життя і діяльність театральних діячів краю, глибоко аналітично висвітлюється творча діяльність театральних колективів та окремих театральних митців, дано змістовну фахову оцінку художнього рівня вистав і втілення сценічних образів.

Митцям, яким присуджена премія, присвоюється звання «Лауреат обласної премії імені братів Євгена та Юрія-Августина Шерегіїв» із врученням диплома та грошової премії у сумі 15 000 грн. — режисерсько-постановочній групі (кожному порівну), 10 000 грн. — виконавцям чоловічої та жіночої ролей, за акторську роботу у виставах для дітей, 10 000 грн. — критику-театрознавцю.

## Лауреати премії
1995
- Номінація: «Режисерсько-постановочна група» — Закарпатського російського драматичного театру у складі: режисера заслуженого артиста України Горулі Юрію, художника Левицькій Олені за виставу «Маскарад» — М. Лермонтова;
- Номінація: «Найкраща жіноча роль» — Копитіній Олександрі — артистці Закарпатського українського музично—драматичного театру; Сюч Неллі — артистці Закарпатського угорського драматичного театру за роль у виставі «Чекаючи на Годо»;
- Номінація: «Найкраща чоловіча роль» заслуженому артисту України Філіппову Анатолію — артисту Закарпатського українського музично-драматичного театру;Варгі Йосипу артисту- Закарпатського обласного угорського драматичного театру;

1996
- Номінація: «Найкраща жіноча роль» — заслуженій артистці України Білак Ларисі — артистці Закарпатського обласного українського музично-драматичного театру;
- Номінація: «Найкраща чоловіча роль» — Трілл Жолту — актору Закарпатського угорського драматичного театру за роль у виставі «Соколина вечеря»;
- Номінація: «Найкраща жіноча роль у виставі для дітей» — Орешніковій Наталії — артистці Закарпатського театру ляльок;

1997
- Номінація: «Найкраща жіноча роль» — Дідик Юстині — артистці Закарпатського українського музично-драматичного театру;
- Номінація: «Найкраща чоловіча роль у виставі для дітей» — Опіок Андрію — артисту Закарпатського театру ляльок;

1998
- Номінація: «Режисерсько-постановочна група» — Закарпатського театру ляльок у складі: режисера Жюгда Олега, художника Фарбер Ольга, зав. пост Жека Йосип;
- Номінація: «Найкраща жіноча роль» — Алікіній Катерині акторці Закарпатського угорського драматичного театру за роль у виставі «Вбивство у соборі»; Котик Людмила акторці Закарпатського українського музично-драматичного театру.

1999
- Номінація: «Режисерсько-постановочна група» — Закарпатського українського музично-драматичного театру у складі: режисера Філіппова Анатолія, художниці Зайцевої Емми, диригента Бабець Тетяна — за постановку вистави «Танго для тебе» — братів Шерегіїв;
- Номінація: «Найкраща акторська роль у виставі для дітей» — Пишка Олена — артистці Закарпатського театру ляльок;

2000
- Номінація: «Режисерсько-постановочна група» — Закарпатського українського музично-драматичного театру у складі: режисера Філіппова Анатолія, художниці Зайцевої Емми, диригента Бабець Тетяна, балетмейстер — Данчин-Брежинска Вікторія — за постановку вистави «Банкрут» — за М. Старицьким;
- Номінація: «Найкраща чоловіча роль» — Фіщенко Михайлу — артисту Закарпатського українського музично-драматичного театру[джерело?];
- Номінація: «Найкраща жіноча роль» — Шершун Тетяні — акторці Закарпатського українського музично—драматичного театру[джерело?];
- Номінація: «Критик, театрознавець» — Баглаю Йосипу — критику за серію статей про історію театру Срібної землі[джерело?].

2001
- Номінація: «Режисерсько-постановочна група» — Закарпатського російського драматичного театру у складі: режисера Тищука Євгенія, художника Левицької Олени, художник-костюмер Тоби Наталії, художника по світлу Белову Юлію, музичне оформлення Ланьо Рудольфа, композитора Голдюка Сергія, балетмейстера Скрипник Людмилу, хормейстера Тягур Ганну за виставу «Лісова пісня» — Л. Українки та Режисерсько-постановочна група Закарпатського театру ляльок у складі: режисера Куцик Олександра та художника Улинець Тетяну;
- Номінація: «Найкраща жіноча роль» — Тищук Веронікі — акторці Закарпатського російського драматичного театру;
- Номінація: «Найкраща акторська роль у виставі для дітей» — Карпенку Миколі — артисту Закарпатського театру ляльок;
- Номінація: «Найкраща чоловіча роль» — Фурдь Василю — артисту Закарпатського російського драматичного театру;

2002
- Номінація: «Режисерсько-постановочна група» — Закарпатського театру ляльок у складі: режисера Куцик Олександр та художника Улинець Тетяна за виставу «Сніговички і сонечко» — О.Веселова;
- Номінація: «Найкраща акторська роль у виставі для дітей» — Орешніковій Наталії — акторці Закарпатського театру ляльок;
- Номінація: " «Театрознавча праця» — Гарагонич Тарасу — викладачу Ужгородського училища культури за серію театразнавчих статей 2001—2002 років;

2003
- Номінація: «Найкраща жіноча роль» — Засухіній Наталії — акторці Закарпатського українського музично-драматичного театру за роль Марлен у виставі «Сімейний уїк-енд» за комедією Ж.Пуаре;
- Номінація: «Найкраща акторська роль у виставі для дітей» — Кобзистовій Світлані — акторці Закарпатського театру ляльок;
- Номінація: «Найкраща чоловіча роль» — заслуженому артисту України Костюкову Віктору актору Закарпатського українського музично-драматичного театру;
- Номінація: «критик—театрознавець» — Василю Руснаку за книжку «Театр Срібної Землі».

2004
- Номінація: «Режисерсько-постановочна група» — Закарпатського театру ляльок у складі: режисера Куцик Олександра, художника Ярослава Даниліва за створення високохудожньої вистави для дітей «Недотепа із Вертепа» за п'єсою Дмитра Кешелі ;
- Номінація: «Найкраща жіноча роль» — Людмилі Лайковій, акторці Закарпатського російського драматичного театру — за високохудожнє втілення образу пані Сміт у виставі «Лиса-співачка»;
- Номінація:  «Найкраща акторська роль у виставі для дітей» — Карпенку Миколі та Наталії Орєшніковій — артистам Закарпатського театру ляльок, за ролі у виставі «Недотепа із Вертепа» за п'єсою Дмитра Кешелі ;
- Номінація: «Найкраща чоловіча роль» — Ярославу Мелецю, актору Закарпатського українського музично-драматичного театру — за втілення сценічних образів у виставах «О'кей, Мойшо» за Шолом Алейхемом та «Покаяніє» Олександра Духновича;
- Номінація: «критик—театрознавець» — Людмилі Поповій, заступнику головного редактора газети «Новини Закарпаття» за серію театральних публікацій.

2005
- Номінація: «Режисерсько-постановочна група» — Закарпатського українського музично-драматичного театру у складі: режисер Шараскін Андрій, помічник режисера, заслужена артистка України Геляс Майя, балетмейстер Мочарко Юрій — за постановку вистави Калігула- А.Камю;
- Номінація: «Найкраща жіноча роль» — Матл Сорануш — артистці Закарпатського російського драматичного театру, за роль Адели у виставі «Дім Бернарди Альби» Г.Лорки ;
- Номінація: «Найкраща чоловіча роль» — Шайдрову Вадиму — актору Закарпатського російського драматичного театру, за роль Дервоєда у виставі «Рядові» О.Дударєва;
- Номінація: «Найкраща жіноча роль у виставі для дітей» — Сударієвій Тетяні — артистці Закарпатського театру ляльок, за високохудожнє втілення сценічного образу у виставі для дітей «Красуня і чудовисько» О.Жюгжди .
- Номінація: «Критик, театрознавець» — Малишко Ніні — керівнику літературно-драматичної частини Закарпатського театру ляльок, за серію театрознавчих публікацій, у яких досліджується театральний процес в області, пропаганду театрального мистецтва ;

2006
- Номінація: «Режисерсько-постановочна група» — Закарпатського українського музично-драматичного театру у складі: режисера — Саркісьянца Олександра, балетмейстера — Мацак Рози — за постановку вистави «Майстер чирняк» — І.Фрнако та режисерсько постановочній групіЗакарпатського російського драматичного театру у складі: режисер- Дворцин Віталій, художник — Толмачов Володимир, музичне оформлення — Ланьо Рудольф за виставу «Тепленьке місце» О.Островського;
- Номінація: «Найкраща жіноча роль» — Кутасевич Галині — артистці Закарпатського російського драматичного театру;
- Номінація: «Найкраща чоловіча роль» — Авдієко Станіславу — актору Закарпатського російського драматичного театру, за роль Юсова у виставі «Тепленьке місце» О.Островського;
- Номінація: «Найкраща роль у виставі для дітей» — Кобзистовій Світлані, Опіюку Миколі, Пишкі Олені, Малому Дмитро — артистам Закарпатського театру ляльок, за високохудожнє втілення сценічного образу у виставі для дітей «Дерев'яне диво»;

2007
- Номінація: «Режисерсько-постановочна група» — Закарпатського театру ляльок у складі: режисера Орешнікової Наталії, художника Улинець Тетяни, конструктора ляльок Осавальчука В'ячеслава, художника по світлу Осокіної Ірини за постановку шоу—мюзиклу «Енеїда» Івана Котляревського в інсценізації Ярослава Стельмаха ;
- Номінація: «Найкраща жіноча роль» — Кобзистій Світлані — акторці Закарпатського театру ляльок за ролі Венери, Німфи, Ворожки у шоу—мюзиклі «Енеїда» Івана Котляревського в інсценізації Ярослава Стельмаха;
- Номінація: «Найкраща акторська роль у виставі для дітей» — Кобзистій Світлані, Григор'євій Еллі, Кривчик Ларисі, Карпенку Миколі за ролі у виставі «Спляча красуня» Ш.Перро Закарпатського театру ляльок;
- Номінація: «Найкраща чоловіча роль» — Івашковичу Віктору — актору Закарпатського угорського драматичного театру, за роль Подкольосіна у виставі «Одруження» М.Гоголя ;
- Номінація: «Критик, театрознавець» — Зайцеву Олегу  за книгу «Майстри Закарпатської сценографії XX сторіччя».

2008
- Номінація: «Режисерсько-постановочна група» — Закарпатського українського музично-драматичного театру у складі: режисера Філіппова Анатолія, художника Сливки Вікторії, балетмейстера Токар Наталії, музичного оформлювача Шевченко Галини — за постановку вистави «Додому» Людмили Розумовської ;
- Номінація: «Найкраща жіноча роль» — Грицак Василині — акторці Закарпатського українського музично—драматичного театру, за роль Марфи у виставі «Слон» за п'єсою Олександра Копкова ;
- Номінація «Найкраща акторська роль у виставі для дітей» — Кривчик Ларисі — артистці Закарпатського театру ляльок, за роль у виставі «Дід Кузьма та юрба» за п'єсою Олександра Кузьміна ;
- Номінація «Найкраща чоловіча роль» — Рацу Йосипу — артисту Закарпатського угорського драматичного театру, за роль Ліліомфі у виставі «Ліліомфі» за п'єсою Е. Сіглігети .
- Номінація: «Найкраща чоловіча роль» — Мавріцу Олександру — артисту Закарпатського українського музично—драматичного театру, за роль Мочалкіна у виставі «Слон» за п'єсою Олександра Копкова .

2009
- Номінація: «Режисерсько-постановочна група» — Закарпатського українського музично-драматичного театру у складі: режисера Філіппова Анатолія, художниці Зайцевої Емми, композитора Кобаля Василя, хореографа Сачка Михайла, диригента Бабець Тетяна — за виставу «Судний час» Івана Козака ;
- Номінація: «Найкраща жіноча роль» — Івановій Людмилі — акторці Закарпатського українського музично—драматичного театру, за ролі Терпелихи у виставі «Наталка Полтавка» Івана Котляревського, Ануш у виставі «Витівки Хануми» Авксентія Цагарелі .
- Номінація: «Найкраща акторська роль у виставі для дітей» — Малому Дмитру — артисту Закарпатського театру ляльок, за роль Лукаша у виставі «Лісова пісня» Лесі Українки .
- Номінація: «Найкраща чоловіча роль» — Ланьо Рудольфу — артисту Закарпатського російського драматичного театру за роль Мартіна Штарка у виставі «Птах Фенікс» Миколи Коляди .

2010
- Номінація: «Режисерсько-постановочна група» — Закарпатського угорського драматичного театру у складі: режисера Мельничука Олега, художника Віднянської — Чолті Клари Л, за виставу «Одруження» Миколи Гоголя; та Закарпатського театру ляльок у складі: режисера Яремчука Михайла, художника — Лучко Лесі — за виставу «Коняги» Ради Москової ;
- Номінація: «Найкраща жіноча роль» — Мочані Кристині — акторці Закарпатського російського драматичного театру за роль Олени у виставі «Кішки-мишки» Олександра Марданя ;
- Номінація: «Найкраща акторська роль у виставі для дітей» — акторському ансамблю Закарпатського театру ляльок у складі: Орешнікової Наталії, Пишки Олени, Карпенка Миколи — за виконання ролей у виставі «Коняги» Ради Москової ;
- Номінація: «Театрознавча праця» — Андрійцю Василю за книги «Нова сцена» та «Доля світла тополина».

2011
- Номінація: «Режисерсько-постановочна група» — Закарпатського російського драматичного театру у складі: режисера Тищука Євгенія, художника Белій Людмили за виставу «Над прірвою у житі» за романом Джерома—Девіда Селінджера ;
- Номінація: «Найкраща жіноча роль» — Берец Кларі — акторці Закарпатського українського музично-драматичного театру, за ролі Риндички у виставі «По ревізії» Марка Кропивницького у виставі «Мати—наймичка» Тараса Шевченка ;
- Номінація: «Найкраща акторська роль у виставі для дітей» — Карпенку Миколі — артисту Закарпатського театру ляльок, за ролі Міхі Голого та Розповідача у виставі «Цирк Івана Сили» за п'єсою Олександра Гавроша ;
- Номінація: «Найкраща чоловіча роль» — Гамазі Тарасу — артисту Закарпатського українського музично-драматичного театру за роль Назара у виставі «Назар Стодоля» Тараса Шевченка ;
- Номінація: «Критик—театрознавець» — Кобалю Василю — за серію статей про історію театру Срібної землі, нариси провідних митців театру та літературно—художнє видання «Любов глядача — найвище визнання».

2012
- Номінація: «Режисерсько-постановочна група» — Закарпатського театру ляльок у складі: режисера — постановника Олега Олеговича Жюгжди, художника — постановника Тетяни Василівни Улинець за виставу " Тричі славний розбійник Пинтя " за п'єсою О.Гавроша ;
- Номінація: «Найкраща жіноча роль» — Пироговій Лідії Володимирівні — акторці Закарпатського російського драматичного театру за роль Васси у виставі "Васса Железнова " М.Горького ;
- Номінація: «Найкраща акторська роль у виставі для дітей» — Пишці Олені Юріївні — артистці Закарпатського обласного театру ляльок, за ролі " Тричі славний розбійник Пинтя " за п'єсою О.Гавроша ;
- Номінація: «Найкраща чоловіча роль» — Добряку Віктору Павловичу — артисту Закарпатського російського драматичного театру за роль генерала у виставі " Все только начинается " за п'єсою Р.Галушко ;
- Номінація: «Критик—театрознавець» — Андрійцю Василю Михайловичу — за монографію " Руський театр Товариства " Просвіта " в м. Ужгороді (1921—1929) — перший професійний український театр на Закарпатті..

2013
- Номінація: «Режисерсько-постановочна група» — Закарпатського обласного російського драматичного театру у складі; режисера — постановника Тищука Євгена Віталійовича, художника — постановника Глухової Тетяни Миколаївни за виставу " Смерть Тарелкіна " за п'єсою Олександра Сухово-Кобиліна;
- Номінація: «Найкраща жіноча роль» — Мавріц Світлані Михайлівні — акторці Закарпатського обласного українського музично — драматичного театру за роль Каті у виставі «Майне лібе Віра» за п'єсою Олександра Гавроша;
- Номінація: «Найкраща акторська роль у виставі для дітей» — Кобзистій Світлані Зенівні та Котик Світлані Юріївні — акторам Закарпатського театру ляльок за ролі у виставі «Попелюшка» (Спогади про нездійснене Т. Габбе за мотитвами казки Шарля Перро)
- Номінація: «Найкраща чоловіча роль» — Барабашу Степану Васильовичу — актору Закарпатського українського музично-драматичного театру за роль Бабса у виставі "Здрастуйте, я ваша тітонька " Б.Томаса;
- Номінація: «Критик—театрознавець» — Андрійцю Василю Михайловичу — доценту кафедри суспільних дисциплін, кандидату мистецтвознавства за театрознавчі праці.

2014
- Номінація: «Режисерсько-постановочна група» - режисерсько-постановочній групі Закарпатського театру ляльок у складі: режисера — постановника Куцика Олександра Петровича, художника — постановника Улинець Тетяни Василівни за виставу « У нашім раї на землі» за творами Т. Г. Шевченка;
- Номінація: «Акторці — за найкраще втілення художнього образу сценічного героя» - Якубик — Гамазі Катерині Володимирівні — акторці Закарпатського українського музично-драматичного театру за роль Фрекен Бок у виставі «Малюк і Карлсон» А.Лінгрена;
- Номінація: «Акторці — за найкращу акторську роль у виставі для дітей» - Кривчик Ларисі Валеріївні — акторці Закарпатського академічного обласного театру ляльок за ролі у виставах «По щучому велінню» М.Кропивницького та «Як їжак і дітвора рятували гусеня» Н.Генет, Т.Гуревич
- Номінація: «Актору — за найкраще втілення художнього образу сценічного героя» - Овдєєнко Станіславу Леонідовичу — актору Закарпатського російського драматичного театру за роль сусіда у виставі «Дуже проста історія» Б.Томаса;
- Номінація: «Критик—театрознавець» — Зайцеву Олегу Дмитровичу за книгу «Режисери Закарпатського театру XX сторіччя».

2015
- Номінація: «Режисерсько-постановочна група» - режисерсько-постановочній групі Закарпатського українського музично-драматичного театру (у складі: режисера-постановника Василя Шершуна, художника-постановника Людмили Бєлої, балетмейстера-постановника Віктора Бабуки) за виставу «Про що плачуть верби» за мотивами п'єси І.Карпенка-Карого «Безталанна»;
- Номінація: «Акторці — за найкраще втілення художнього образу сценічного героя» -Вероніці Тищук — акторціЗакарпатського обласного театру драми та комедії за роль Едіт Піаф у виставі «Едіт Піаф»;
- Номінація: «Акторці — за найкращу акторську роль у виставі для дітей» - Юлії Чеховській — акторці Закарпатського театру ляльок за роль поросятка у виставі «Співоче поросятко» С.Козлова та В.Підцерковного;
- Номінація: «Актору — за найкраще втілення художнього образу сценічного героя» - Атіллі Ференцу — актору Закарпатського обласного угорського драматичного театру за роль Балажа у виставі «Не жить мені без музики» Ж.Моріца;
- Номінація: «Критик—театрознавець» — Василю Габорцю — заслуженому працівнику культури України, громадсько–культурному діячеві за книгу вибраних статей та нарисів «Служителі Мельпомени».

2016
- Номінація: «Режисерсько-постановочна група» - режисерсько-постановочній групі Закарпатського українського музично-драматичного театру (у складі: режисера-постановника народного артиста України Анатолія Філіппова, художника- заслуженого діяча мистецтв України Емми Зайцевої, балетмейстера-постановника Дмитра Сньозика, Тараса Гамаги, диригента — Анастасії Жужгової) за виставу «В Парижі гарне літо» за п'єсою Олександра Гавроша;
- Номінація: «Акторці — за найкраще втілення художнього образу сценічного героя» - Кароліні Білак — акторці Закарпатського українського музично-драматичного театру;
- Номінація: «Акторці — за найкращу акторську роль у виставі для дітей» - Елі Григорьєвій — акторці Закарпатського театру ляльок за роль поросятка у виставі «Співоче поросятко» С.Козлова та В.Підцерковного;
- Номінація: «Актору — за найкраще втілення художнього образу сценічного героя» - Анатолію Мацаку — актору Закарпатського українського музично-драматичного театру.
- Номінація: «Критик—театрознавець» Мирославу Петію (директору Закарпатського академічного обласного театру ляльок) і Ніні Малишці (керівнику літературно-драматичної частини театру) за науково-популярне видання книги-альбому «Театр граючої ляльки Срібної Землі»; Василю Андрійцю (кандидату мистецтвознавства, доценту кафедри суспільних дисциплін Карпатського інституту підприємництва) за монографію «Український театр на Закарпатті у творчій спадщині Василя Гренжі-Донського».

2017
- Номінація: «Режисерсько-постановочна група» - режисерсько-постановочній групі Закарпатського українського музично-драматичного театру (у складі: режисера-постановника — заслуженого артиста України Михайла Фіщенка, художника — постановника Вери Степчук, балетмейстера-постановника Дмитра Сньозика) за виставу «Круті віражи»;
- Номінація: «Акторці — за найкраще втілення художнього образу сценічного героя» - Вікторії Варгі — акторці Закарпатського українського музично-драматичного театру;
- Номінація: «Акторці — за найкращу акторську роль у виставі для дітей» - Андрію Опіок — актору Закарпатського театру ляльок та Миколі Словяніну актору балету за роль Підгерерала у виставі «Дивовижна пташечка» Я. та І.ЗлатопоськихЗакарпатського українського музично-драматичного театру.
- Номінація: «Актору — за найкраще втілення художнього образу сценічного героя» - Любомиру Гелясу — актору Закарпатського українського музично-драматичного театру.
- Номінація: «Критик—театрознавець»  Олегу Зайцеву театрознавцю, члену НСТД України Людмилі Поповій театрознавцю, члену НСТД України за монографію «Художник театру Емма Зайцева» (Ужгород,2017);  (укр.)

2018
- Номінація: «Режисерсько-постановочна група» - режисерсько-постановочній групі Мукачівського драматичного театру у складі: режисер — постановник Крилівець Юрій, художник — постановник Шітік Віра, сценограф і художник по костюмах Баранов Іван за виставу «Тев̕ є — молочник» Григорія Горіна за мотивами творів Шолом Алейхема;
- Номінація: «Акторці — за найкраще втілення художнього образу сценічного героя» - Лариса Волковська  — акторці Закарпатського українського музично-драматичного театру;
- Номінація: «Акторці — за найкращу акторську роль у виставі для дітей» - Елла Грігорьева  — актриса Закарпатського театру ляльок.
- Номінація: «Актору — за найкраще втілення художнього образу сценічного героя» - Рудольф Дзуринець  — актору Закарпатського українського музично-драматичного театру.
- Номінація: «Критик—театрознавець»  Сергій Федака — доктор історичних наук за книгу театральних рецензій «Театр Закарпаття на порозі XXI ст.»

2019
- Номінація: «Режисерсько-постановочна група» - режисерсько-постановочній групі Закарпатського обласного театру драми та комедії (Хуст) у складі режисер-постановник — Давидюк В'ячеслав, художник–постановник Білецький Ігор, художник по костюмах — Дорошенко Оксана, музичний керівник — Волошин Марія, звукорежисери — Реплюк Іван, Довганич Василь, головний художник — Штефуца Василь за виставу «Останнє танго в Хусті» за п'єсою Олександра Гавроша;;
- Номінація: «Акторці — за найкраще втілення художнього образу сценічного героя» - Клара Берець  — акторці Закарпатського українського музично-драматичного театру за головну роль у моновиставі «Я чекаю на тебе, мій любий», за п'єсою Даріо Фо;
- Номінація: «Акторці — за найкращу акторську роль у виставі для дітей» - Кривчик Лариса  — актриса Закарпатського театру ляльок за роль у виставі «Мишка, рожева стрічка!» за п'єсою Руслан Неупокоєв;
- Номінація: «Актору — за найкраще втілення художнього образу сценічного героя» - Дмитро Сньозик  — актору Закарпатського українського музично-драматичного театру за роль Михайла у виставі «Жменяки», за однойменним романом Михайла Томчанія;
- Номінація: «Критик—театрознавець»  Олег Зайцев — театрознавець, заслужений працівник культури України за книгу (монографія) «Декорати театрів Підкарпатської Русі 1919—1938 років»

2020
- Номінація: «Режисерсько-постановочна група» - режисерсько-постановочній групі Мукачівського драматичного театру у складі режисер-постановник — Євген Тищук  за виставу «Поліанна»;
- Номінація: «Акторці — за найкраще втілення художнього образу сценічного героя» - Лілія Приходько  — актрисі Мукачівського драматичного театру за головну роль   тітоньки Полі у виставі «Поліанна» (за романом Елеонор Портер);
- Номінація: «Акторці — за найкращу акторську роль у виставі для дітей» —  Павлу Проданюку актору Закарпатського театру ляльок за роль хлопчика-ангела у виставі «Казка про лад»;
- Номінація: «Актору — за найкраще втілення художнього образу сценічного героя»   Миколі Карпенко актору Закарпатського театру ляльок за роль козака Василя, Хоми Прута та коваля Вакули у виставі «Вечори на хуторі або билиці про вічне»;
- Номінація: «Критик—театрознавець»   кадидату мистецтвознавства, заслуженому працівнику культури Василю Андрійцьо (керівник проекту), Михайло Микулець, Олеся Чепелюк та Василь Снітар за видання "Хуст – столиця Карпатської України – місто театральне".

2021
- Номінація: «Режисерсько-постановочна група» - режисерсько-постановочній групі Закарпатського українського музично-драматичного театру  у складі режисер-постановник — Михайло Фіщенко, художник-постановник Людмила Белая та Дмитра Сньозика – балетмейстер-постановник, за  вистави «Готель між двох світів»  за п’єсою Е. Шмітта;
- Номінація: «Акторці — за найкраще втілення художнього образу сценічного героя» -  актрисі Закарпатського українського музично-драматичного театру Олесі Дзуринець  за роль Лори у виставі «Готель між двох світів» за п’єсою Е. Шмітта;
- Номінація: «Акторці — за найкращу акторську роль у виставі для дітей»– актрисі комунального закладу «Закарпатський академічний обласний театр ляльок» Закарпатської обласної ради Юлії Чеховській, за роль Принцеси у виставі «Нова сукня для принцеси» О. Маслової;
- Номінація: «Актору — за найкраще втілення художнього образу сценічного героя» - актору Мукачівського драматичного театру Руслану Аітову , за роль Полікарпа у соціальній драмі «Банкомат» Ніколоза Сабавілі;
- Номінація: «Критик—театрознавець»   кадидату мистецтвознавства, заслуженому працівнику культури Василю Андрійцьо за книгу "Сузір'я корифеїв Українськогих театрів Срібної землі"

2022
- Номінація: «Режисерсько-постановочна група» - режисерсько-постановочній групі Закарпатського українського музично-драматичного театру  у складі режисер-постановник — заслужений артист України Василь Шершун, художник- заслужений діяч мистецтв України Емми Зайцевої та балетмейстер-Віктор Бабуку  за  виставу  „Один” за поезією Петра Скунця;
- Номінація: «Акторці — за найкраще втілення художнього образу сценічного героя» - Мочарі Кристині актрисі Мукачевського драматичного театру за роль Ружі у виставі "Оскар та рожева пані" - Е.Штіта та Л.Сомова;
- Номінація: «Акторці — за найкращу акторську роль у виставі для дітей»– Пишці Олені Юріївні — артистці комунального закладу «Закарпатський академічний обласний театр ляльок» Закарпатської обласної ради Юлії Чеховській, за роль за роль Хухи-мотовинки у виставі „Хуха, Дюдя і Потороча” Н. Шейко-Медведєвої;
- Номінація: «Актору — за найкраще втілення художнього образу сценічного героя» - Ланьо Рудольфу — артисту Мукачевського драматичного театру за роль Роберта-Гіза у виставі "Глядачам дивитися сурово заборонено" - Ж.Марсана;
- Номінація: «Критик—театрознавець»  Олег Зайцев — театрознавець, заслужений працівник культури України, член Національної спілки театральних діячів України, аспірант Національної академії керівних кадрів культури та мистецтв  за  серію статей «Театрально-декораційне мистецтва Закарпаття  ХХ–ХХІ століття».

2023
- Номінація: «Режисерсько-постановочна група» - режисерсько-постановочній групі  Закарпатського академічного обласного театру ляльок за постановку вистави «Останнє Туреня» за п’єсою О. Гавроша (режисер - зас.арт. України Олександр Куцик, художник - Тетяна Поринець.);
- Номінація: «Акторці — за найкраще втілення художнього образу сценічного героя» -  Ганні Яремчук-Бобало, артистці драми Закарпатського обласного театру драми та комедії за роль Опал Кронкі у виставі «Божевільна комедія» за п’єсою Дж. Патріка «Всі люблять Опал»;
- Номінація: «Акторці — за найкращу акторську роль у виставі для дітей»– Дмитру Ємцю, актору Закарпатського академічного обласного театру ляльок за роль Туреня у виставі для дітей «Останнє Туреня» за п’єсою О. Гавроша;
- Номінація: «Актору — за найкраще втілення художнього образу сценічного героя» - Степанові Барабашу, заслуженому артисту України, артисту драми, провідному майстру сцени Закарпатського академічного обласного українського музично-драматичного театру ім. братів Ю.-А. та Є. Шерегіїв за роль Волтера у виставі «Солодка помста» за п’єсою Д. Черчиля)